# Marans (Charente-Maritime)
Marans – miejscowość i gmina we Francji, w regionie Nowa Akwitania, w departamencie Charente-Maritime.
Według danych na rok 1990 gminę zamieszkiwało 4170 osób, a gęstość zaludnienia wynosiła 51 osób/km² (wśród 1467 gmin regionu Poitou-Charentes Marans plasuje się na 48. miejscu pod względem liczby ludności, natomiast pod względem powierzchni na miejscu 6.).